# Damenopfer
Als Damenopfer wird im Schachspiel das freiwillige Opfer der Dame, also der normalerweise stärksten Schachfigur, gegen materiell minderwertige Kompensation bezeichnet. Historisch wurden Damenopfer bereits kurz nach der Einführung der modernen Schachregeln thematisiert, unter anderem im erstickten Matt aus dem Traktat von Luis Ramírez Lucena Ende des 15. Jahrhunderts.

## Arten des Damenopfers
Neben den taktisch gerechtfertigten Damenopfern, bei denen in wenigen Zügen ausreichende Kompensation erhalten wird, existieren vielfältige Formen des strategischen Damenopfers. Dabei wird der materielle Nachteil für eine Verbesserung der eigenen oder Verschlechterung der gegnerischen Stellung in Kauf genommen.
Geläufige Arten des Damenopfers sind das Opfer gegen Turm und Leichtfigur mit oder ohne einen Bauern, in selteneren Fällen auch gegen einen Turm alleine, gegen zwei Leichtfiguren oder sogar gegen nur eine Leichtfigur, jeweils mit oder ohne Bauern. Dabei wird von Jakow Neistadt die Wertigkeit der Dame mit dem Gegenwert von Turm, Läufer und eineinhalb Bauern angenommen. Alexander Konstantinopolski hingegen nimmt bei allen Arten der Hergabe der Dame, auch für ausreichendes Material, das Vorliegen eines Positionsopfers an, da die Methodik des schachlichen Kampfes dieselbe bleibt.
Schachpartien mit strategischen Damenopfern weisen in vielen Fällen unklare Stellungen mit beiderseitigen Chancen auf, bei denen auch Faktoren aus der Schachpsychologie eine Rolle spielen können.
In allen Fällen kann auch zusätzliches Material geopfert werden, was sich jedoch häufiger bei taktischen Opfern ergibt.

## Ziele des Damenopfers
Taktische Damenopfer haben gewöhnlich im Gewinnsinne das Schachmatt oder das Erreichen eines materiellen Vorteils zum Ziel. Bei einer Ausrichtung auf Remis können Dauerschach, Patt oder eine Festung im Endspiel angestrebt werden. Auch die Vereinfachung der Stellung, um ein gewonnenes oder unentschiedenes Endspiel herbeizuführen, kann durch ein zeitweiliges Damenopfer herbeigeführt werden.
Strategische Opfer hingegen lassen sich laut Jakow Neistadt in acht Ziele einteilen: Fortsetzung des Angriffs, Entfaltung der Initiative, Bewahrung der Initiative, Ergreifen der Initiative, Schaffen einer Angriffsstellung, Übergang zum Gegenangriff, Suche des Gegenspiels, oder veränderter Charakter des Kampfes.
Die Auswirkungen eines positionellen Opfers zeigen sich laut Jakow Neistadt nicht in einer forcierten Variante, sondern im weiteren Verlauf der Partie, worin der Unterschied zu einer Kombination bestehe. Das Opfer selbst kann so noch nicht forciert zum Ziel führen, sondern dessen Korrektheit im weiteren Spielverlauf nachgewiesen werden. Die Berechnung erzwungener Fortsetzungen bleibt so auf die nächsten Züge beschränkt.
Das positionelle Damenopfer gehört zu den schwierigsten Opfern im Schach und verlangt Jakow Neistadt zufolge eine feine intuitive Beurteilung und tiefes Spielverständnis, wobei auch das ungleiche Material eine hohe Spielklasse notwendig mache.

## Beispiele
|   | a | b | c | d | e | f | g | h |   |
| 8 |   |   |   |   |   |   |   |   | 8 |
| 7 |   |   |   |   |   |   |   |   | 7 |
| 6 |   |   |   |   |   |   |   |   | 6 |
| 5 |   |   |   |   |   |   |   |   | 5 |
| 4 |   |   |   |   |   |   |   |   | 4 |
| 3 |   |   |   |   |   |   |   |   | 3 |
| 2 |   |   |   |   |   |   |   |   | 2 |
| 1 |   |   |   |   |   |   |   |   | 1 |
|   | a | b | c | d | e | f | g | h |   |

In der Beispielstellung opferte Tal mit 24. … De7–e2 seine Dame. Smyslow nahm das Opfer zunächst mit 25. Te1xe2 Te8xe2 an. Nach langem Nachdenken opferte er selbst die Dame zurück. Nach 26. Dd2xe2 Lf3xe2 hatte sich ein für Tal vorteilhaftes Endspiel ergeben. Beide Partner hatten berechnet, dass Schwarz etwa nach 26. Dc1 Tg2+ 27. Kf1 Txh2 28. Se1 Ld5 29. Tb2 Th1+ 30. Kf2 Te8 dauerhafte Initiative besäße.
Bei dem Beispiel handelte es sich um den seltenen Fall, bei dem beide Spieler die Dame opferten.
Für weitere Damenopfer, siehe folgende Partien und Partiefragmente:
- Partiefragment Ľubomír Ftáčnik – Zbyněk Hráček
- Partiefragment David Bronstein – Efim Geller
- Partie Wassyl Iwantschuk – Alexei Schirow
- Partie Ernesto Inarkiew – Alexander Motyljow
- Partie Roberto Cifuentes Parada – Wadim Swjaginzew
- Partie Magnus Carlsen – Sergei Karjakin
- Unsterbliche Partie
- Boden-Matt
- Peruanische Unsterbliche
- Partie Morphy – Karl von Braunschweig und Graf Isoard
- Immergrüne Partie
- Unsterbliche Fernpartie
- Unsterbliche Remispartie